# Zapužane
Zapužane su selo u Zadarskoj županiji. 

## Upravna organizacija
Upravnom organizacijom dijelom su Grada Benkovca.

## Stanovništvo
| broj stanovnika | 150   |       | 188   | 207   | 240   | 286   | 257   | 326   | 419   | 466   | 555   | 568   | 619   | 547   | 25    | 56    | 45    |
|                 | 1857. | 1869. | 1880. | 1890. | 1900. | 1910. | 1921. | 1931. | 1948. | 1953. | 1961. | 1971. | 1981. | 1991. | 2001. | 2011. | 2021. |

## Promet
Nalaze se zapadno od autoceste kralja Tomislava, autoceste Split-Zagreb, nedaleko od čvora Benkovca.
Od Zapužana do trajektne luke u Biogradu na Moru vodi državna cesta D503.